# Rivages (série télévisée)
Production
Diffusion
Rivages est une série télévisée franco-belge réalisée par David Hourrègue d'après un scénario de Jonathan Rio et Monica Rattazzi, et diffusée en France à partir du 6 janvier 2025 sur France 2.
Ce thriller environnemental est une coproduction de Mintee Studio, de Thalie Images, de France Télévisions et de la société belge Beside productions pour France 2, réalisée avec la participation de TV5 Monde ainsi que le soutien de la région Normandie en partenariat avec Normandie Images,,,.
La série a remporté le Grand Prix du public du festival « Montréal Séries » 2024.

## Synopsis
Dans la baie de Fécamp, un bateau de pêcheurs, le Rosa Davies, lance un SOS. Les secours qui arrivent sur place aperçoivent le bateau sous l'eau, nimbé d'un grand halo de lumière.
Les gendarmes font alors appel à Abigail Dufay, une océanographe qui travaille pour l'Institut français de recherche pour l'exploitation de la mer (Ifremer) en tant que spécialiste en bioacoustique. Elle travaille avec le maréchal des logis Vital Prigent.
Le bateau de pêche qui a coulé appartenait à son père. Abigail avait quitté Fécamp trois ans auparavant après la mort de son petit garçon, Enzo, et n'avait plus donné de nouvelles à sa famille depuis.
Abigail constate des phénomènes inexpliqués comme des tempêtes magnétiques, des vortex et une eau cinq fois plus dense que la normale. Elle déconseille aux marins de prendre la mer, mais ils ont besoin de la pêche pour vivre. Par ailleurs, le maire a lancé un projet d'éoliennes en mer qu'il ne veut pas interrompre.

## Distribution
- Fleur Geffrier : Abigail Dufay
- Jonas Bloquet : le maréchal des logis Vital Prigent
- Guillaume Labbé : Julien, le mari d'Abigail
- Thierry Godard : Henri, le père d'Abigail, patron de pêche
- Anne Loiret : Joane, la mère d'Abigail
- Olivia Côte : Sylvia Melville, belle-sœur d'Abigail et activiste
- Ewenn Weber : Jimmy, le fils sourd de Julien
- Jean-Marc Barr : André, sauveteur et parrain d'Abigail
- Christophe Favre : capitaine SNSM
- Younès Boucif : Youssef, professeur de collège
- Valérie Dashwood : la commandante Caldéri
- Daniel Njo Lobé : Laurent, directeur de l'Ifremer
- Christophe Perez : Pierre, marin pêcheur employé par Henri
- Lucia Passaniti : Axelle Ledun, informaticienne , responsable vidéo de la Ville de Fécamp
- Tony Fauci : le lieutenant Berlier
- Kélia Millera : Lola, l'amie de Jimmy

## Production

### Genèse et développement
La série est créée et écrite par Jonathan Rio et Monica Rattazzi, en collaboration avec Fanny Talmone, et réalisée par David Hourrègue,,,.

### Attribution des rôles
Le rôle principal est tenu par Fleur Geffrier qui se dit émue par « ce portrait d'une mère endeuillée face à la mer et à l'indicible. Abigail combine la force d'une battante et une grande sensibilité due à son traumatisme. Une dichotomie importante à préserver ». « C'est une héroïne : elle plonge, elle se confronte à beaucoup de choses, à son passé, à ce qui se passe dans la baie de Fécamp. Elle y va, exorcise ses démons. Elle essaie d'aller plus loin. Elle se challenge ».
L'actrice a donné de sa personne pour cette série : « J'ai tout fait. Je vais sous l'eau, j'ai piloté le bateau, j'ai passé mon permis bateau, mes baptêmes de plongée. De temps en temps, j'ai une doublure parce que le froid fait que je ne pouvais pas tourner toute la journée. ». Elle a fini le tournage « vidée et sous oxygène, mais très fière de cette aventure hors norme, à l'élan cinématographique. ». « J'ai adoré relever ce super défi. ».
Le jeune Ewenn Weber interprète le rôle de Jimmy, le fils sourd de Julien (Guillaume Labbé), « un personnage sensible dont la surdité enrichit profondément la narration » selon Allociné. Monica Rattazzi, l'une des scénaristes, explique : « Abigail est océanologue et travaille sur le son. Évidemment que quand on parle de son, on va parler du silence à un moment donné. Il nous fallait donc quelqu'un qui incarne ce rapport au silence et au monde intérieur. ». Le réalisateur David Hourrègue confie : « On est tombés très vite d'accord sur le fait qu'il nous fallait absolument un interprète sourd pour qu'il puisse comprendre et amener toute la véracité à cette histoire. Quand notre Ewenn Weber est arrivé dans la pièce à la fin d'un long casting, il avait déjà tout compris. Il était connecté au rôle et était très habitué à se débrouiller. ». Allociné souligne que Fleur Geffrier a tenu à s'investir pleinement en apprenant la langue des signes pour les besoins du scénario.

### Tournage

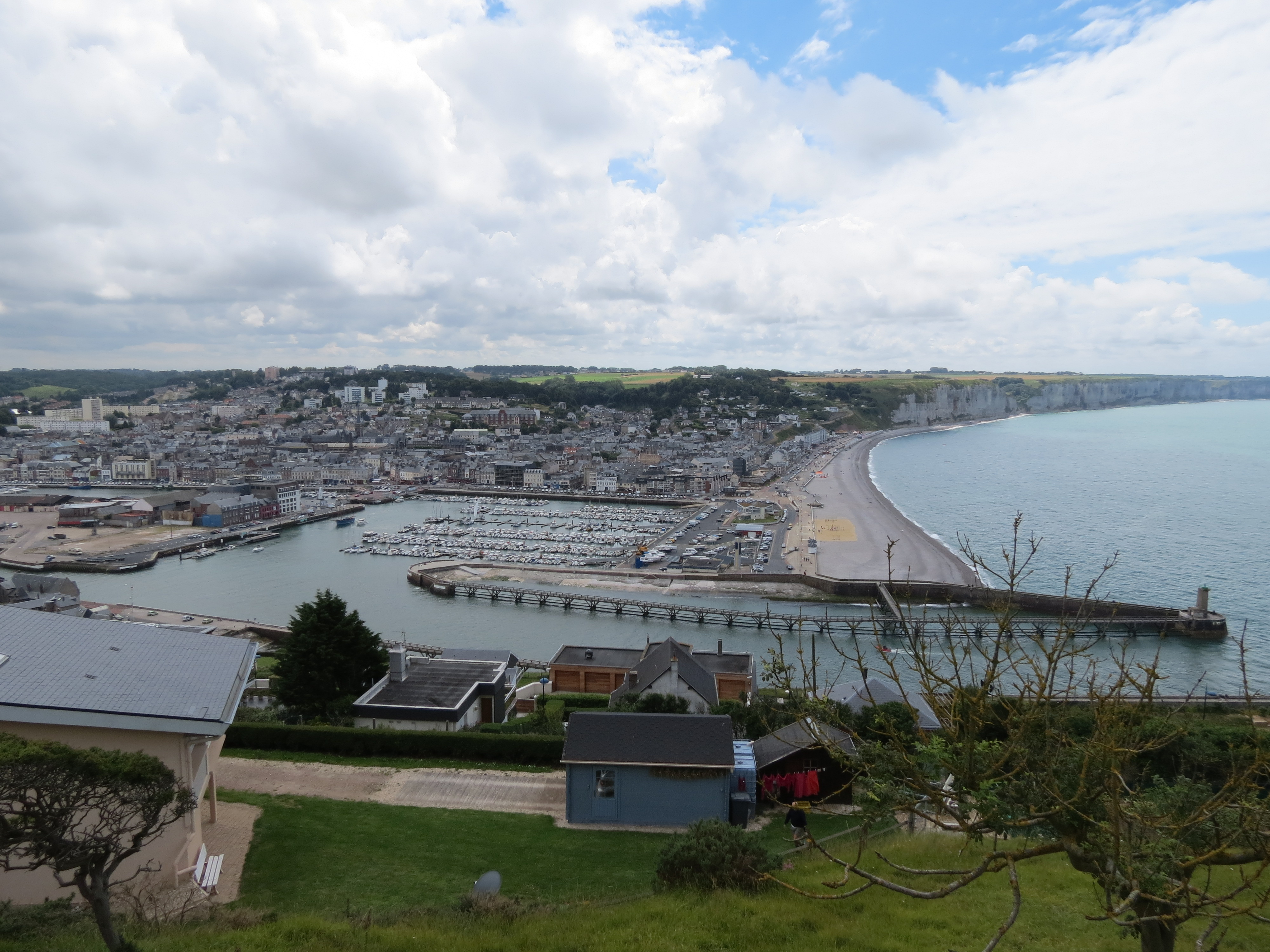
Le port de Fécamp où se passe une bonne partie de l'action de la série.

Le tournage de la série a lieu du 2 octobre au 13 décembre 2023 en Normandie, à Fécamp, Étretat, Dieppe, Saint-Jouin-Bruneval et Saint-Martin-aux-Buneaux, puis à partir du mois de janvier 2024 au studio aquatique Lites de Bruxelles en Belgique,,,,,.
Le directeur de production, Nicolas Trabaud, explique le choix de Fécamp : « La série a été imaginée et écrite pour Dieppe, car l'auteur est Dieppois. Il avait pensé aux décors qui l'entouraient, mais, lors des premiers repérages que nous avons effectués en mai, on a constaté qu'au-delà d'une ville très belle et d'un front de mer gigantesque, c'était trop grand pour nous ». Par ailleurs, la position du port de Dieppe, un peu en arrière du front de mer, n'est pas jugée idéale. Nicolas Trabaud ajoute que la production a opté pour la ville de Fécamp, « plus petite et moins étendue », car elle a « des butées au niveau du front de mer », sans « aplats trop longs ». Le réalisateur David Hourrègue confirme les raisons de ce choix : « En arrivant à Dieppe, j'ai réalisé que je recherchais quelque chose de beaucoup plus familial et de plus intime. À Fécamp, ces deux falaises renfermaient cette petite communauté. J'avais une obsession : que tous les décors se situent dans un rayon d'un kilomètre maximum pour créer un univers à la fois très cohérent et très tangible. Et pour ça, Fécamp s'est imposée comme une évidence. ».
Certaines scènes sont cependant tournées à Dieppe, le 30 octobre et le 1er novembre 2023, au niveau du synchrolift, une zone technique destinée à l'entretien des bateaux, au niveau du sémaphore et au chantier naval,. Le Vicomté, un bateau présent sur le chantier naval dieppois sert de décor pour l'intrigue et a le rôle d'une épave baptisé le Rose Davies.
D'autres scènes ont été tournées à l'hôtel du Perrey à Etretat[réf. souhaitée].
Une partie des scènes sous-marines a été tournée près de Calvi en Corse, où l'eau est beaucoup moins sombre que l'eau de la Manche,. David Hourrègue précise : « Vous ne voyez pas à deux mètres sous la Manche. C'est très opaque. Quand j'ai vu qu'en Corse on pouvait voir à 20 mètres sous l'eau, j'avais l'impression d'avoir une mer amicale. ».
Pour d'autres scènes sous-marines, l'équipe s'est rendue au studio aquatique Lites à Bruxelles, le plus grand studio aquatique du monde. Le réalisateur David Hourrègue explique : « Dans le dernier épisode, on avait des séquences qui impliquaient des effets spéciaux lourds et du matériel électrique assez lourd. On a donc passé trois jours au studio Lite […] Le studio Lite est un outil absolument formidable. C'est incroyable qu'on ait ça sur le sol européen. ».

### Fiche technique
Sauf indication contraire, les informations mentionnées dans cette section peuvent être confirmées par la base de données cinématographiques Allociné,  présente dans la section « Liens externes ».
- Titre français : Rivages
- Genre : Thriller environnemental[1],[13],[14],[19]
- Production : Jacques Salles, Floriane Cortes, Judith Erlich et Stéphane Moatti[1],[4]
- Sociétés de production : Mintee Studio, Thalie Images, France Télévisions et Beside productions[1],[2],[3],[4]
- Réalisation : David Hourrègue[1],[5],[20],[13],[21],[3],[4],[14]
- Scénario : Jonathan Rio et Monica Rattazzi, en collaboration avec Fanny Talmone[1],[5],[20],[3],[4]
- Musique : Audrey Ismaël[20],[3],[15],[22]
- Décors : Edwige Le Carquet[3],[15],[22]
- Costumes : Pierre Canitrot et Vanessa Deutsch
- Photographie : Xavier Dolléans[3],[15],[22]
- Son : Joseph De Laâge[3],[15],[22]
- Montage : Jérémy Pitard et Nadège Kintzinger[3],[15]
- Maquillage : Shirley Drai
- Coiffure : Aude Thomas
- Pays de production :  France /  Belgique
- Langue originale : français
- Format : couleur
- Nombre de saisons : 1
- Nombre d'épisodes[6] : 6
- Durée : 52 minutes[1]
- Dates de première diffusion :
  - France : 6 janvier 2025 sur France 2[18],[21],[14],[19],[23],[24]

## Accueil

### Distinction
- Grand Prix du public du festival « Montréal Séries » 2024[4],[21]

### Audiences et diffusion
En France, la série est diffusée le lundi à 21 h 05 sur France 2 par salve de deux épisodes du 6 au 20 janvier 2025.
| Épisode              | Diffusion             | Diffusion            | Audience moyenne          | Audience moyenne                       | Audience moyenne | Réf.   |
| Épisode              | Jour                  | Horaire              | Nombre de téléspectateurs | Part de marché (sur les 4 ans et plus) | Classement       | Réf.   |
| -------------------- | --------------------- | -------------------- | ------------------------- | -------------------------------------- | ---------------- | ------ |
| 1                    | Lundi 6 janvier 2025  | 21 h 05 - 21 h 55    | 2 930 000                 | 14,6 %                                 | 2e               | [ 25 ] |
| 2                    | Lundi 6 janvier 2025  | 21 h 55 - 22 h 40    | 2 760 000                 | 15,7 %                                 | 2e               | [ 25 ] |
| 3                    | Lundi 13 janvier 2025 | 21 h 05 - 21 h 50    | 2 340 000                 | 11,6 %                                 | 3e               | [ 26 ] |
| 4                    | Lundi 13 janvier 2025 | 21 h 50 - 22 h 40    | 2 150 000                 | 12,1 %                                 | 3e               | [ 26 ] |
| 5                    | Lundi 20 janvier 2025 | 21 h 10 - 21 h 50    | 2 130 000                 | 10,6 %                                 | 3e               | [ 27 ] |
| 6                    | Lundi 20 janvier 2025 | 21 h 50 - 22 h 35    | 2 150 000                 | 11,6 %                                 | 3e               | [ 27 ] |
|                      |                       |                      |                           |                                        |                  |        |
| Moyenne de la saison | Moyenne de la saison  | Moyenne de la saison | 2 410 000                 | 12,7 %                                 |                  | [ 28 ] |

- Les plus hauts chiffres d'audience
- Les plus bas chiffres d'audience

Le cinquième épisode de la série réalise un record historique sur la plateforme france.tv avec 2.3 millions de vues, l'ensemble de la série générant 7 millions de vues sur la  plateforme.

### Accueil critique
Alexandre Letren, du site VL-Media, est très enthousiaste : « Présentée en projection spéciale à La Rochelle, Rivages s'annonce comme l'excellente surprise de ce début de saison. S'il ne fait aucun doute que Rivages va s'inscrire parmi les très belles réussites de la chaîne, c'est plus largement une véritable pépite qui ne laissera personne indifférent. ». Pour ce qui est de Fleur Geffrier, il estime que l'actrice est le moteur de l'action et de l'émotion, et qu'elle sublime Abigail.
Jennifer Radier, du site Allociné, souligne que « Fleur Geffrier livre une prestation éclatante » et estime que « Rivages est une série qui marque par son originalité et sa capacité à mélanger les genres. Grâce à un univers fascinant, un scénario passionnant, une réalisation spectaculaire et des comédiens à leur meilleur, la série est une véritable réussite et s'inscrit comme notre coup de cœur de ce début d'année. Une série à ne surtout pas manquer. ».
Pour Télé-Loisirs, « le réalisateur David Hourrègue filme ses personnages au plus près de leur humanité, sans jamais basculer dans la surenchère des effets spéciaux. Un bel équilibre servi par des comédiens habités, au premier rang desquels Fleur Geffrier qui livre une composition remarquable, aussi solide dans les scènes d'action que dépouillée dans les moments d'émotion. ».
Pour Le Point, « Narrativement maîtrisée, Rivages se révèle aussi formellement très aboutie. La photographie joue ainsi subtilement des contrastes pour créer une ambiance hypnotique, vaguement menaçante, à la sombre luminosité. Quant à la caméra habile de David Hourrègue, elle sublime la beauté austère mais saisissante de la côte d'Albâtre, où la série a été en partie tournée. Le réalisateur soigne chacun de ses plans, composant notamment de magnifiques tableaux de l'océan, véritable héros de la série. ».
Constance Jamet, du Figaro TV Magazine, souligne que « David Hourrègue, qui s'est échiné à coordonner une petite flottille de trois bateaux, tire de merveilleuses images des côtes et des falaises normandes enclavées, baignées de lumières et de couleurs vives. ».
Pour Jean-Christophe Nurbel, du site Bulles de culture, « Rivages est un thriller fantastique, écologique et social fascinant, émouvant et prenant, porté par une réalisation et un casting solides. ».
Prenant le contrepied de toutes ces critiques louangeuses, Charles Martin, du magazine Première, se montre sans pitié pour la série : « Pétrie d'ambitions et de références, cette jolie fable dans les abysses de la Manche finit par couler à force de vouloir surfer toutes les vagues […] S'échouant sur l'écueil d'une caricature bateau, le conte maritime touche le fond lorsqu'il fait entrer en scène l'armée française, incarnation d'un méchant sans visage prêt à sacrifier la mer pour son propre intérêt. ».
Le Journal du dimanche apprécie la série : « Mêlant drame familial et fable fantastique sur fond de considérations sociales et écologiques, cette audacieuse mini-série embarque à son bord le téléspectateur avec sa réalisation soignée et sa distribution convaincante, Fleur Geffrier en tête, qui font oublier ses poncifs liés au genre et autres facilités scénaristiques. Bien que foisonnante, elle parvient à tenir son cap en naviguant habilement entre l'intime et le suspense. Émouvant. ».